# Sidekick
Borland Sidekickはボーランドがかつて発売していたIBM-PC互換パーソナルコンピュータ（パソコン）向けのTSRソフトウェアの名称。サイドキックとは、「助手」「相棒」の意味である。
当時のオペレーティングシステム (OS) であったMS-DOS/PC-DOSはシングルタスクのOSであり、ひとつのアプリケーションを実行中には他のアプリケーションを利用できなかった。しかし、DOSシステムコールのひとつTerminate and Stay Resident (TSR) を用いて小規模なプログラムをメモリに常駐させたまま実行終了し、特定のキーの組み合わせ（ホットキー）でSidekickを再度呼び出すことができた。これにより他のアプリケーションを実行中にホットキー (Ctrl-Alt) を押すことでメモ帳、予定表、電卓、電話帳（モデムがあれば自動ダイヤル可能）、ASCII文字コード表を呼び出すことができた。本体は30KB程度の実行ファイルなので、最大640kBしかないDOSの使用可能メモリをそれほど圧迫しなかった。
現在のWindows、当時でもMacintoshでは組込済みの機能ではあるが、DOSベースのPCでこれらの機能を実現できたことで人気を呼びベストセラーとなった。また、TSRベースのユーティリティが数多く開発された。
日本ではPC-9800シリーズが主流だったため、同様な国産ソフトが国内ソフトベンダーから発売されていた。
また、1997年にスターフィッシュソフトウェア株式会社よりWindows対応のPIMソフトInternet Sidekick97が発売され、この製品はコーレルのWordPerfectSuiteにも添付された。